# Abergwili
Abergwili (en anglès Abergwili) és un poblet del comtat gal·lès de Sir Gaerfyrddin (anglès: "Carmarthenshire"). Es troba a 87 km de Cardiff i a 179 km de Londres. El 2011 la població era de 6.047 habitants, dels quals 1.910 (31,6%) parlaven gal·lès i un 76% havien nascut a Gal·les.